# Ostrów Mazowiecka (gmina wiejska)
Ostrów Mazowiecka (daw. gmina Jasienica + gmina Komorowo) – gmina wiejska w województwie mazowieckim, w powiecie ostrowskim. Siedziba gminy to Ostrów Mazowiecka.
Według danych z 31 grudnia 2010 gminę zamieszkiwało 12 895 osób.

## Historia
Gmina została utworzona 1 stycznia 1973 roku.
W latach 1975–1998 gmina administracyjnie należała do województwa ostrołęckiego.

## Struktura powierzchni
Według danych z roku 2002 gmina Ostrów Mazowiecka ma obszar 283,71 km², w tym:
- użytki rolne: 53%
- użytki leśne: 39%

Gmina stanowi 23,17% powierzchni powiatu.

## Demografia

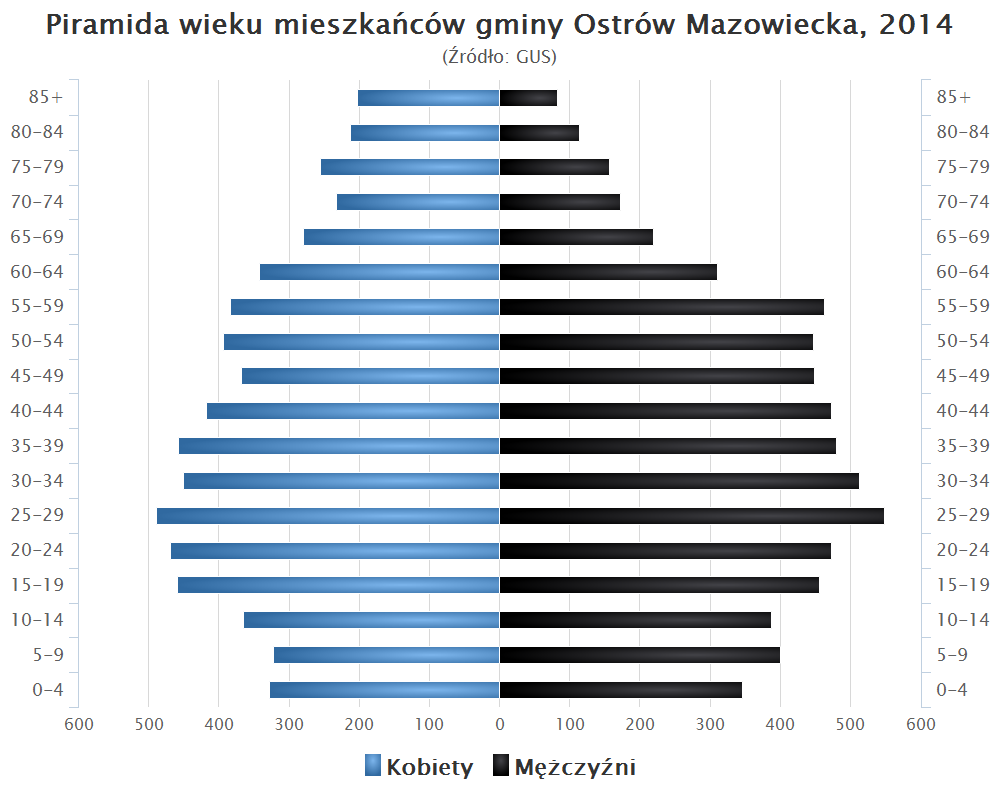
Piramida wieku mieszkańców gminy Ostrów Mazowiecka w 2014 roku

Dane z 30 czerwca 2004:
| Opis                              | Ogółem | Ogółem | Kobiety | Kobiety | Mężczyźni | Mężczyźni |
| --------------------------------- | ------ | ------ | ------- | ------- | --------- | --------- |
| Jednostka                         | osób   | %      | osób    | %       | osób      | %         |
| Populacja                         | 12 735 | 100    | 6329    | 49,7    | 6406      | 50,3      |
| Gęstość zaludnienia [mieszk./km²] | 44,9   | 44,9   | 22,3    | 22,3    | 22,6      | 22,6      |

## Sołectwa
Antoniewo, Biel, Budy-Grudzie, Dybki, Fidury, Guty-Bujno, Jasienica, Jelenie, Jelonki, Kalinowo, Kalinowo-Parcele, Komorowo, Osiedle Wojskowe Komorowo, Koziki, Koziki-Majdan, Kuskowizna, Lipniki, Nagoszewka (Nagoszewka Druga i Nagoszewka Pierwsza), Nagoszewo, Nieskórz, Nowa Grabownica, Nowa Osuchowa, Nowe Lubiejewo, Pałapus, Podborze, Popielarnia, Pólki, Prosienica, Przyjmy k. Jelonek, Przyjmy k. Poręby, Rogóźnia, Sielc, Smolechy, Stara Grabownica, Stara Osuchowa, Stare Lubiejewo, Stok, Sulęcin-Kolonia, Ugniewo, Wiśniewo, Zakrzewek, Zalesie.
Miejscowości podstawowe bez statusu sołectwaDudy, Jeziorko, Kacpury, Kalinowo (osada leśna), Pieńki, Prochowo, Rogóźnia (osada leśna), Sagaje, Skały, Stawek, Turka

## Sąsiednie gminy
Andrzejewo, Brańszczyk, Brok, Czerwin, Długosiodło, Małkinia Górna, Ostrów Mazowiecka, Stary Lubotyń, Szumowo, Wąsewo, Zaręby Kościelne